# Zone principale
Dans la législation de gouvernement local en Angleterre et au pays de Galles, une zone principale (principal area en anglais et prif ardal en gallois) est une notion juridique conférée à un territoire sous-national administré par un conseil principal.
Elle s’oppose aux concepts de paroisses en Angleterre et de communautés au pays de Galles, niveaux de gouvernement local de rang inférieur.

## Angleterre
Le Local Government Act 1972 introduit en Angleterre la notion de « zone principale » (principal area en anglais), conférée aux comtés, aux districts, au Grand-Londres et aux boroughs de Londres. Ces territoires sont administrés par un « conseil principal » (principal council en anglais) défini comme un conseil élu pour une zone principale.
Amendée par la section 28 du Local Government Act 1992, la loi de 1972 évolue sur la notion de zone principale. En effet, elle concerne désormais tout comté non métropolitain, tout district et tout borough de Londres. La zone principale reste gouvernée par un conseil principal, qui conserve sa définition originelle.

## Pays de Galles
Pour le pays de Galles, le Local Government Act 1972 introduit la notion de zone de gouvernement local (local government area en anglais), qui concerne les comtés, les districts et les communautés. Ces territoires sont administrés par une autorité locale (local authority en anglais) qui prend la forme d’un conseil de comté, d’un conseil de district ou d’un conseil de communauté.
La loi de 1972 est amendée par le Local Government (Wales) Act 1994, une autre loi qui introduit au pays de Galles la notion de zone principale par opposition aux communautés. Elle concerne tout comté et tout borough de comté créé par la loi de 1994. Leurs organes d’administration, appelés conseils principaux, prennent la forme de conseils de comté, de conseils de borough de comté ou tout simplement de conseils avec des appellations prescrites en anglais et en gallois.